# Androni Giocattoli-Sidermec/2015

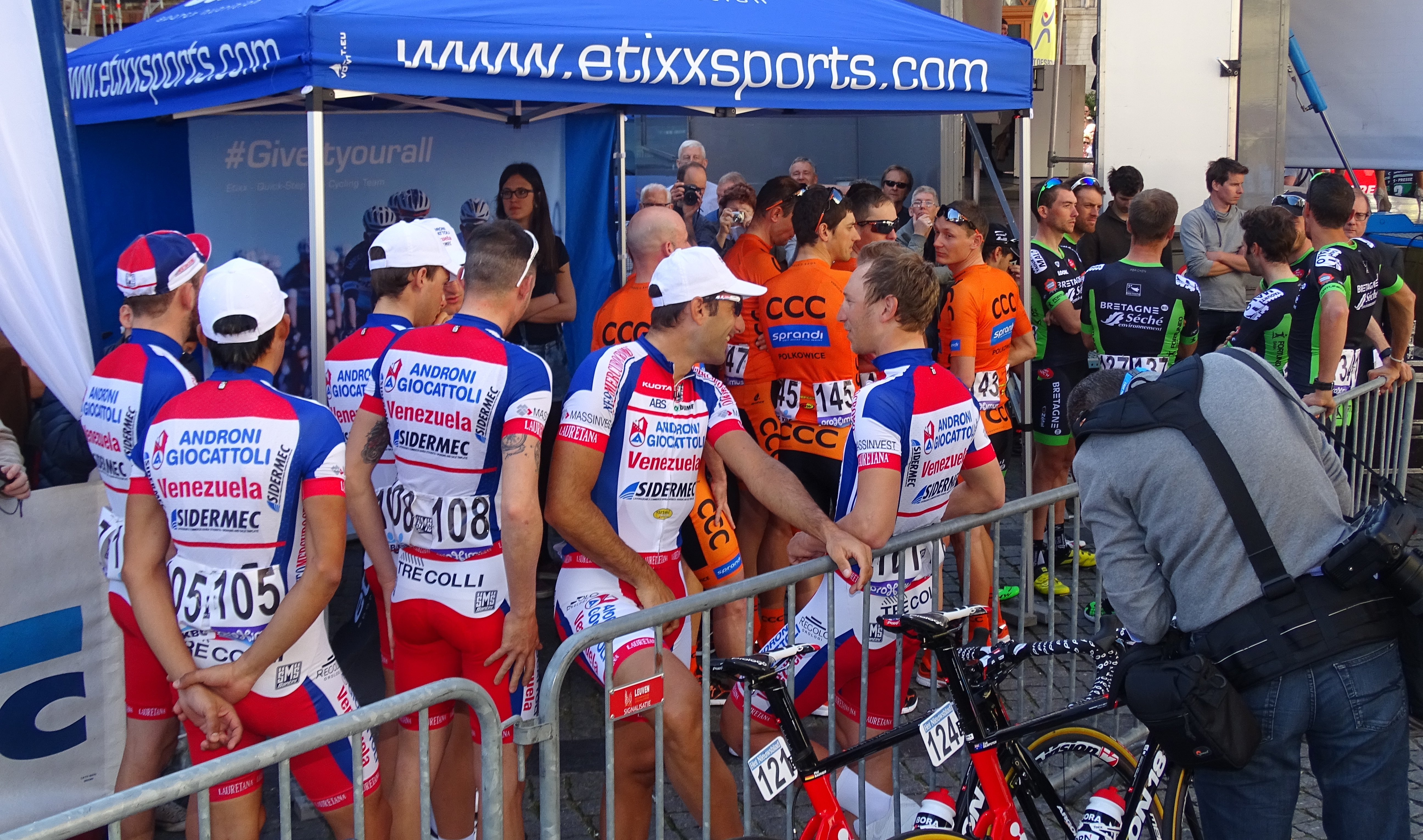
De rijders staan klaar voor vertrek in de Brabantse Pijl

Deze pagina geeft een overzicht van de Androni Giocattoli-Sidermec-wielerploeg in 2015.

## Algemeen
Algemeen manager: Gianni Savio
Ploegleiders: Giovanni Ellena, Roberto Miodini, Gianpaolo Cheula, Leonardo Canciani, Edgar Da Silva
Fietsmerk: Kuota
Kopman: Franco Pellizotti

## Transfers
| Inkomend          | Team 2014                         | Uitgaand            | Team 2015                   |
| ----------------- | --------------------------------- | ------------------- | --------------------------- |
| Oscar Gatto       | Cannondale Pro Cycling Team       | Diego Rosa          | Astana Pro Team             |
| Davide Appollonio | AG2R La Mondiale                  | Johnny Hoogerland   | Team Roompot Oranje Peloton |
| František Padour  | Team NetApp-Endura                | Manuel Belletti     | Southeast Pro Cycling       |
| Francesco Chicchi | Neri Sottoli                      | Antonino Parrinello | D'Amico-Bottecchia          |
| Marco Benfatto    | Continental Team Astana           | Nicola Testi        | Onbekend                    |
| John Ebsen        | CCN Cycling Team                  | Patrick Facchini    | Onbekend                    |
| Serghei Tvetcov   | Jelly Belly p/b Maxxis            | Omar Bertazzo       | Onbekend                    |
| Simone Stortoni   | Amore & Vita-Selle SMP            | Carlos José Ochoa   | Onbekend                    |
| Alberto Nardin    | Onbekend                          | Kenny van Hummel    | Gestopt                     |
| Carlos Giménez    | Maltinti Lampadari-Banca Cambiano | Matteo Di Serafino  | Onbekend                    |
| Fabio Taborre     | Neri Sottoli                      |                     |                             |

## Renners
| Naam                            | Geboortedatum | Nationaliteit | Ploeg 2014                        |
| ------------------------------- | ------------- | ------------- | --------------------------------- |
| Davide Appollonio               | 02-06-1989    | Italië        | AG2R La Mondiale                  |
| Marco Bandiera                  | 12-06-1984    | Italië        |                                   |
| Marco Benfatto                  | 06-01-1988    | Italië        | Continental Team Astana           |
| Francesco Chicchi (vanaf 10/02) | 27-11-1980    | Italië        | Neri Sottoli                      |
| Tiziano Dall'Antonia            | 26-07-1983    | Italië        |                                   |
| John Ebsen                      | 15-11-1988    | Denemarken    | CCN Cycling Team                  |
| Marco Frapporti                 | 30-03-1985    | Italië        |                                   |
| Carlos Gálviz                   | 27-10-1989    | Venezuela     |                                   |
| Oscar Gatto                     | 01-01-1985    | Italië        | Cannondale Pro Cycling Team       |
| Carlos Giménez                  | 07-05-1995    | Venezuela     | Maltinti Lampadari-Banca Cambiano |
| Yonder Godoy                    | 19-04-1993    | Venezuela     |                                   |
| Alberto Nardin                  | 30-04-1990    | Italië        | Onbekend                          |
| František Padour                | 19-01-1988    | Tsjechië      | Team NetApp-Endura                |
| Franco Pellizotti               | 15-01-1978    | Italië        |                                   |
| Jackson Rodríguez               | 25-02-1985    | Venezuela     |                                   |
| Emanuele Sella                  | 09-01-1981    | Italië        |                                   |
| Simone Stortoni                 | 07-07-1985    | Italië        | Amore & Vita-Selle SMP            |
| Fabio Taborre                   | 05-06-1985    | Italië        | Neri Sottoli                      |
| Alessio Taliani                 | 11-10-1990    | Italië        |                                   |
| Serghei Tvetcov                 | 29-12-1988    | Roemenië      | Neri Sottoli                      |
| Gianfranco Zilioli              | 05-03-1990    | Italië        |                                   |
| Andrea Zordan                   | 11-07-1992    | Italië        |                                   |

## Overwinningen
Ronde van Táchira
5e etappe: Carlos Gálviz
Internationale Wielerweek
3e etappe: Francesco Chicchi
Ronde van Venezuela
6e etappe: Francesco Chicchi
Nationale kampioenschappen wielrennen
Roemenië - tijdrit: Serghei Țvetcov
Roemenië - wegrit: Serghei Țvetcov
Venezuela - tijdrit: Yonder Godoy
Sibiu Cycling Tour
1e etappe: Oscar Gatto
3e etappe: Alessio Taliani
4e etappe: Oscar Gatto
Ronde van Szeklerland
3e etappe deel A: Serghei Țvetcov
1996 · 1997 · 1998 · 1999 · 2000 · 2001 · 2002 · 2003 · 2004 · 2005 · 2006 · 2007 · 2008 · 2009 · 2010 · 2011 · 2012 · 2013 · 2014 · 2015 · 2016 · 2017 · 2018 · 2019 · 2020 · 2021 · 2022